# Camponotus fellah
Camponotus fellah är en myrart som beskrevs av Dalla Torre 1893. Camponotus fellah ingår i släktet hästmyror, och familjen myror. Inga underarter finns listade.

## Bildgalleri

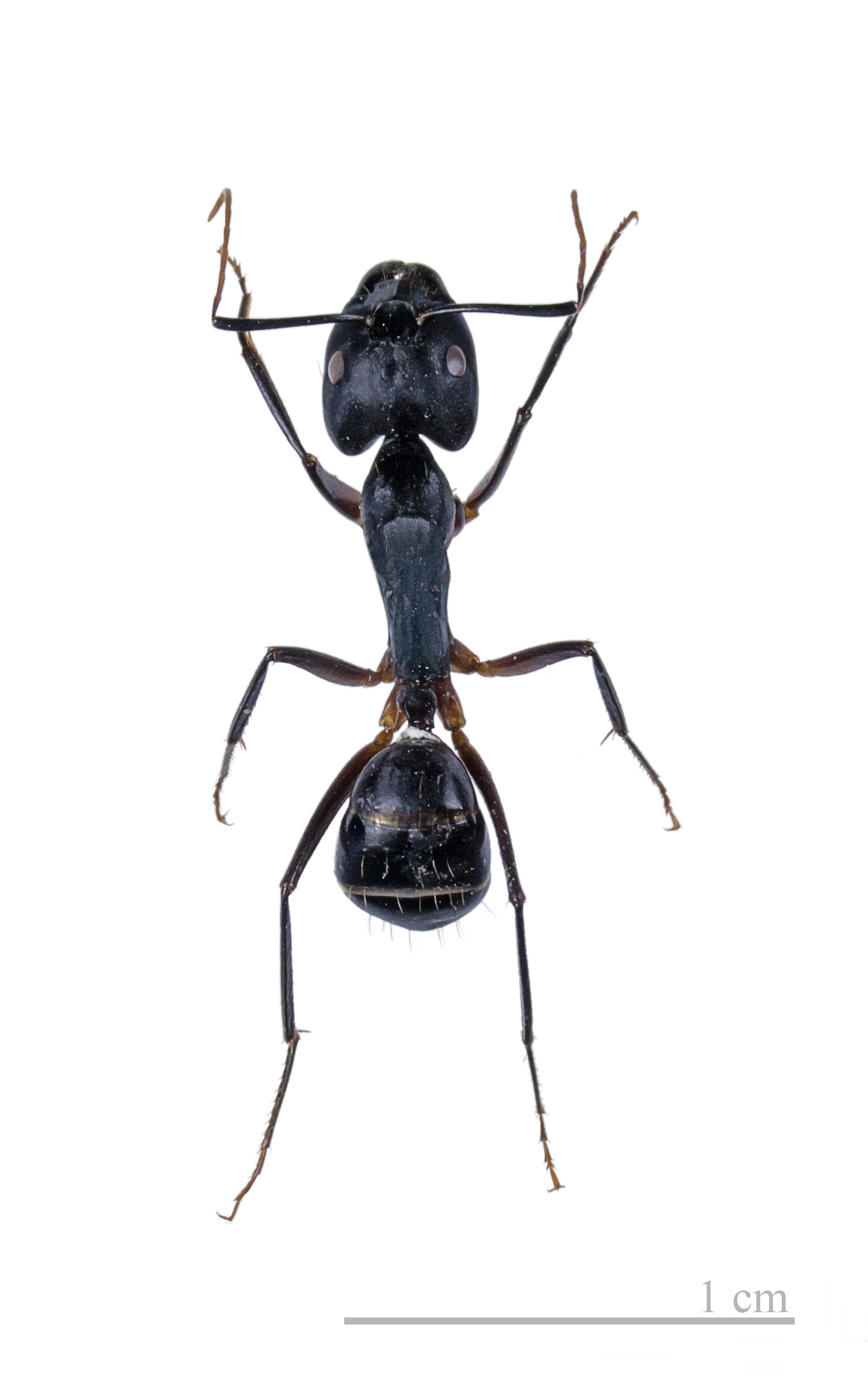